# Обыкновенная пиранья
Обыкновенная пиранья (лат. Pygocentrus nattereri) — вид хищных лучепёрых рыб из семейства пираньевых (Serrasalmidae) или, по устаревшей классификации, из подсемейства пираньевых (Serrasalminae) семейства харациновых (Characidae).
Это один из самых известных видов пираний, имеет репутацию пресноводного хищника, опасного для животных и людей. Для человека они не представляют опасности, если не будут чувствовать угрозы.

## Описание
Длина тела составляет около 15 см, максимальная — 50 см. Максимальная масса тела 3,9 кг.

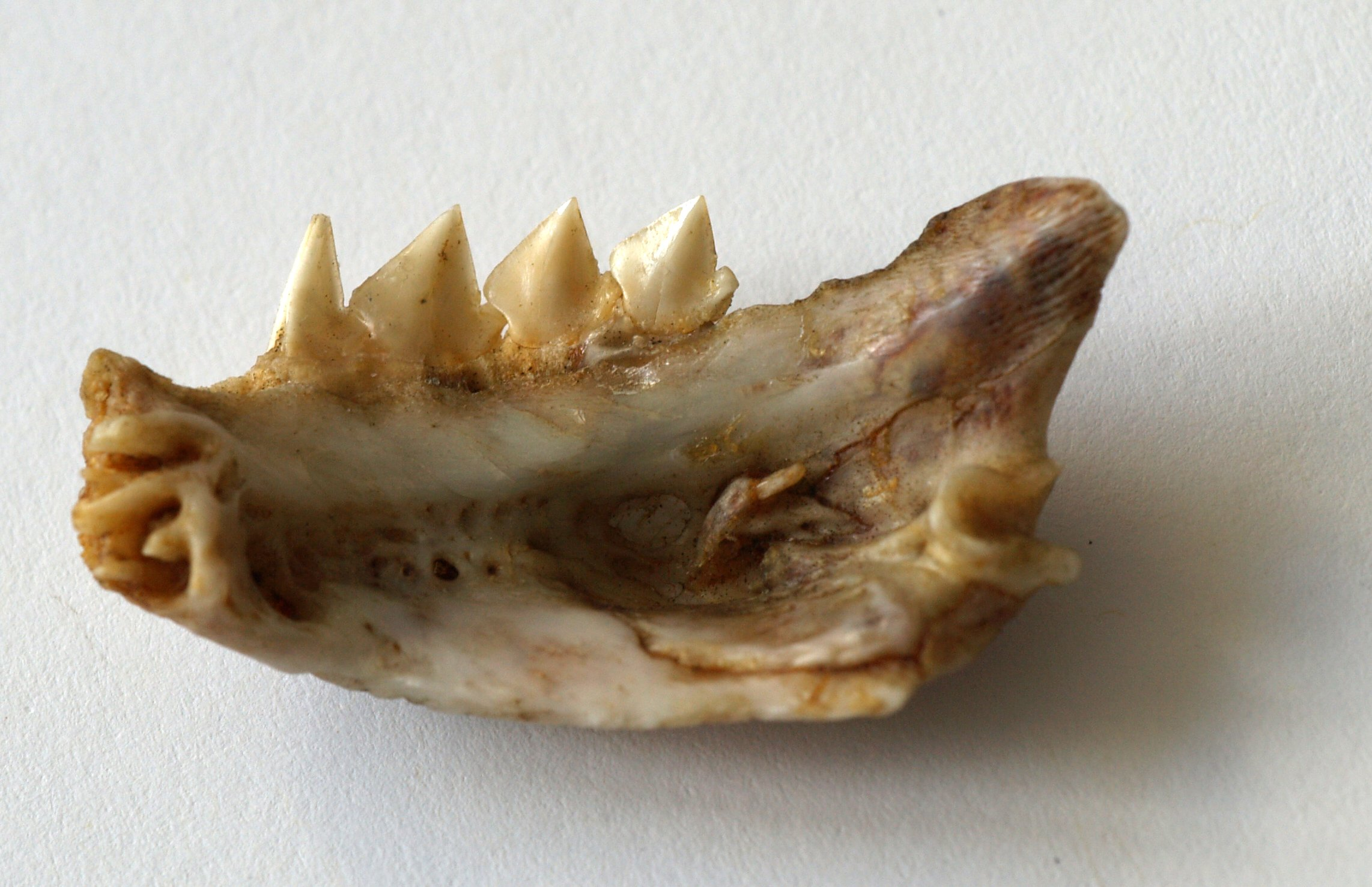
Челюсть пираньи.

У всех пираний большие рты с выступающими острыми зубами. Виды пираний отличаются друг от друга расцветкой: у большинства рыб оливково-зелёная или чёрная с синевой спина, а брюхо и бока тёмные или серебристо-серые.
Плоские зубы клиновидной формы с острыми вершинами впиваются в жёсткую кожу жертвы. Зубы обеих челюстей имеют одинаковое строение. Верхние зубы меньших размеров при закрытом рте помещаются в промежутки между нижними. Челюсти приводятся в действие мощной мускулатурой. Нижняя челюсть выдвинута вперед, зубы загнуты назад. Зубы на нижней челюсти достигают длины 1-2 мм.

## Образ жизни
Пираньи держатся огромными стаями, которые большую часть времени проводят в поисках добычи. Этих типично речных рыб во время половодья можно встретить в море. Однако в море пираньи не способны нереститься. Эти рыбы довольно прожорливы, поэтому могут жить только в изобилующих рыбой реках. Чаще всего они встречаются на мелководье, на большой глубине и в илистой воде.

## Питание
Пираньи при ловле добычи рассчитывают на скорость и внезапность. Иногда они подкарауливают жертву в укрытии, откуда при удобном случае атакуют: вся стая бросается на неё и пожирает, при этом каждая рыба действует независимо от других членов стаи. Но в истории не было зафиксировано ни одного достоверного случая нападения пираний на человека со смертельным исходом. Но это вовсе не означает, что эти рыбы никогда не кусают человека или другое зашедшее в воду животное. И такое поведение практически всегда обусловлено не агрессивным поведением рыбы, а самообороной или аномальными погодными условиями, из-за чего поведение пираний начинает резко отличаться от обычного. Пираньи стремительно набрасываются на жертву всей стаей. Рыбы, подвергшиеся такой атаке, впадают в панику и пытаются спастись бегством врассыпную, но быстрые пираньи ловят их по одной — мелких они заглатывают целиком, а от крупной добычи отрывают куски мяса, которые сразу проглатывают, чтобы снова впиться в жертву. Стая взрослых пираний уничтожает всё, что встречается у неё на пути, самцы выдёргивают даже водную растительность. Учёные выяснили, однако, что пираньи не трогают здоровых сомиков рода Hoplosternum. Эти сомики безбоязненно подплывают к пираньям и поедают с их кожи паразитов.
Пища пираний — прежде всего: рыба, а также птицы, которые находятся в воде. Случаи убийств людей ещё не зафиксированы.

## Размножение
Рыба нерестится в марте — августе, вымётывая несколько тысяч икринок. Инкубационный период икры длится 10-15 суток, в зависимости от температуры воды.

## Ареал
Пираньи населяют водоёмы южно-американского континента: реки бассейна Амазонки, Парагвая, Параны и Эссекибо. Самые многочисленные популяции обитают в реках Колумбии, Венесуэлы, Гайаны, Парагвая, Бразилии и Центральной Аргентины.

## В аквариуме
Обыкновенная пиранья распространена в аквариумистике. В условиях аквариума достаточно пуглива и осторожна. В природных условиях рыбы находят достаточно укрытий, которых может недоставать при содержании в аквариумных условиях. Пиранья предпочитает мягкую воду слабокислой или нейтральной реакции (5,5-7,0) с достаточно активной фильтрацией (около трех объемов аквариума в час). Присутствие коряг, корня мангрового дерева поддерживает постоянный уровень pH.

## В массовой культуре
Грозный внешний вид пираний привёл к распространению устойчивого мифа о свирепости и смертельной опасности этих рыб для людей, который был отображён в различных фильмах ужасов, наиболее известными из которых являются американская картина «Пиранья», её сиквел и два ремейка. В действительности же пираньи являются потенциально опасными, но всё-таки достаточно пугливыми падальщиками, выполняющими в воде функции, схожие с ролью ястребов на суше.